# Barzheim
Barzheim (toponimo tedesco) è una frazione di 174 abitanti del comune svizzero di Thayngen, nel Canton Sciaffusa.

## Storia

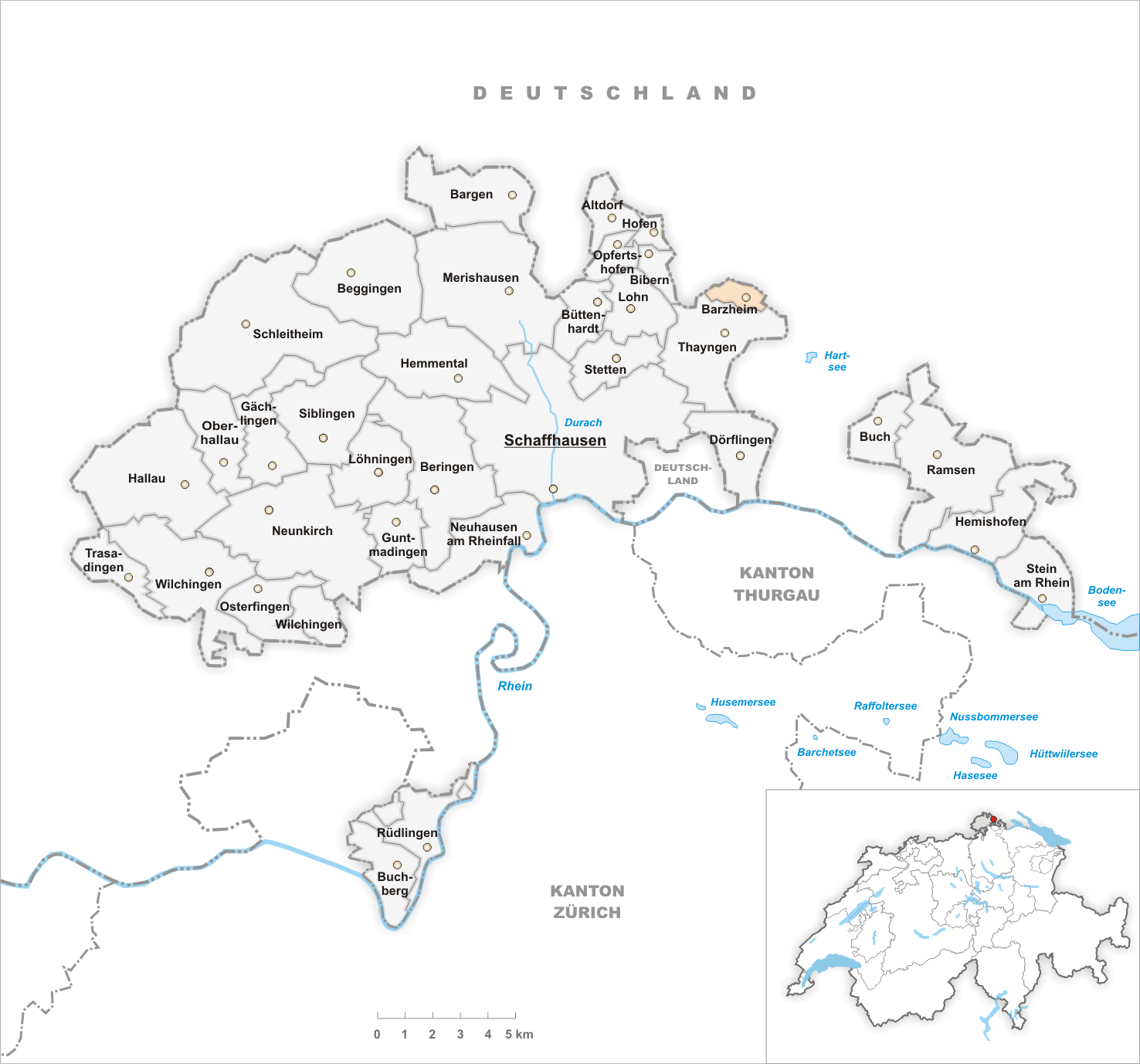
Il territorio del comune di Barzheim prima degli accorpamenti comunali del 2004

Fino al 31 dicembre 2003 è stato un comune autonomo; il 1º gennaio 2004 è stato accorpato al comune di Thayngen.